# امیرگی پیندا
امیرگی پیندا (انگلیسی: Amirgy Pineda؛ زادهٔ ۳ ژانویهٔ ۱۹۹۷) بازیکن فوتبال اهل ایالات متحده آمریکا است.
از باشگاه‌هایی که در آن بازی کرده‌است می‌توان به باشگاه فوتبال اورنج کانتی اشاره کرد.